# قاي برات
قاي برات (بالإنجليزية: Guy Pratt)‏ هو كاتب أغاني وملحن وعازف قيثارة وممثل بريطاني، ولد في 3 يناير 1962 في لندن في المملكة المتحدة.

## وصلات خارجية
- الموقع الرسمي
- قاي برات على موقع IMDb (الإنجليزية)
- قاي برات على موقع ألو سيني (الفرنسية)
- قاي برات على موقع ميوزك برينز (الإنجليزية)
- قاي برات على موقع أول موفي (الإنجليزية)
- قاي برات على موقع أول ميوزيك (الإنجليزية)
- قاي برات على موقع ديسكوغز (الإنجليزية)
- قاي برات على موقع قاعدة بيانات الفيلم (الإنجليزية)
- قاي برات على موقع كينوبويسك (الروسية)